# Sherry Lansing
Sherry Lansing (ur. 31 lipca 1944 w Chicago) – amerykańska producentka filmowa i aktorka pochodzenia żydowskiego.
Obecnie zaangażowana w działalność charytatywną (m.in. prezes The Sherry Lansing Foundation). Od listopada 1992 do marca 2005 roku pełniła funkcję prezesa zarządu wytwórni filmowej Paramount Pictures (była pierwszą kobietą na tym stanowisku). Wiele lat wcześniej, w 1980 roku, obejmując stanowisko dyrektora produkcji (president of production) w 20th Century Fox rozbiła szklany sufit, zostając pierwszą kobietą kierującą studiem filmowym w Hollywood. Pełniła również funkcję zastępcy dyrektora (senior vice president) w Columbia Pictures.
Urodziła się jako Sherry Lee Duhl w Chicago, 31 lipca 1944. Jej matką była Margot Heimann, Żydówka, która mając zaledwie 17 lat uciekła z nazistowskich Niemiec (w 1937). Jej ojciec zajmował się inwestycjami w branży nieruchomości. Zmarł, kiedy Sherry miała dziewięć lat. Matka wyszła ponownie za mąż. Zmarła w 1984 na raka jajnika.
Lansing była wychowywana w rodzinie podtrzymującej żydowskie tradycje. Uczęszczała do University of Chicago Laboratory Schools (dyplom w 1962). W 1966 uzyskała Bachelor of Science (licencjacki stopień naukowy przyznawany w krajach anglosaskich) na Northwestern University w Chicago, gdzie była członkinią korporacji akademickiej Sigma Delta Tau.

## Filmografia
Producentka
- Pierworodny (ang. Firstborn) – 1984 (producent wykonawczy)
- Fatalne zauroczenie (ang. Fatal Attraction) – 1987 (nominacja do Oscara – razem z Stanleyem R. Jaffem)
- Oskarżeni (ang. The Accused) – 1988
- Czarny deszcz (ang. Black Rain) – 1989
- Więzy przyjaźni (ang. School Ties) – 1992
- Niemoralna propozycja (ang. Indecent Proposal) – 1993

Aktorka
- Rio Lobo – 1970
- Zaloty (ang. Loving) – 1970
- Frasier - 1996 (TV)